# 長吻顳孔鱈
長吻顳孔鱈（学名：Trachyrincus longirostris）為輻鰭魚綱鱈形目鼠尾鱈科的其中一種，其种加词“longirostris”意为“长吻的”。分布於西南太平洋澳洲東部及紐西蘭海域，屬深海底棲性魚類，深度73-1280公尺，體長可達60公分，棲息在底層水域，生活習性不明。